# معركة قانا
معركة قانا هي معركة دارت أحداثها بين الدولة السلوقية الإغريقية بقيادة أنطيوخوس الثاني عشر ضد العرب الأنباط. في الواقع ما تزال موقع وتفاصيل قرية قانا مجهولة، رغم ذلك يتوقع بعض العلماء موقع قانا في جنوب أو جنوب غرب البحر الميت.
والسبب الرئيسي للحرب هو اقتراب الأنباط من حدود التماس مع السلوقيين، بعد أن نصب الأنباط كمينًا لليهود الحشمونيون في واد شديد الانحدار في معركة جدارا، وقد حصلوا على أراضٍ جديدة، شعر بعدها السلوقيون المتمركزون في دمشق بالتهديد من تصاعد قوة الأنباط في الجنوب.
قُتل أنطيوخوس أثناء القتال وأصبحت المعركة نصرًا نبطيًا حاسمًا. بعد المعركة هرب جيش أنطيوخوس المهزوم ومات أغلبهم من الجوع في الصحراء بعد ذلك.

## الخلفية

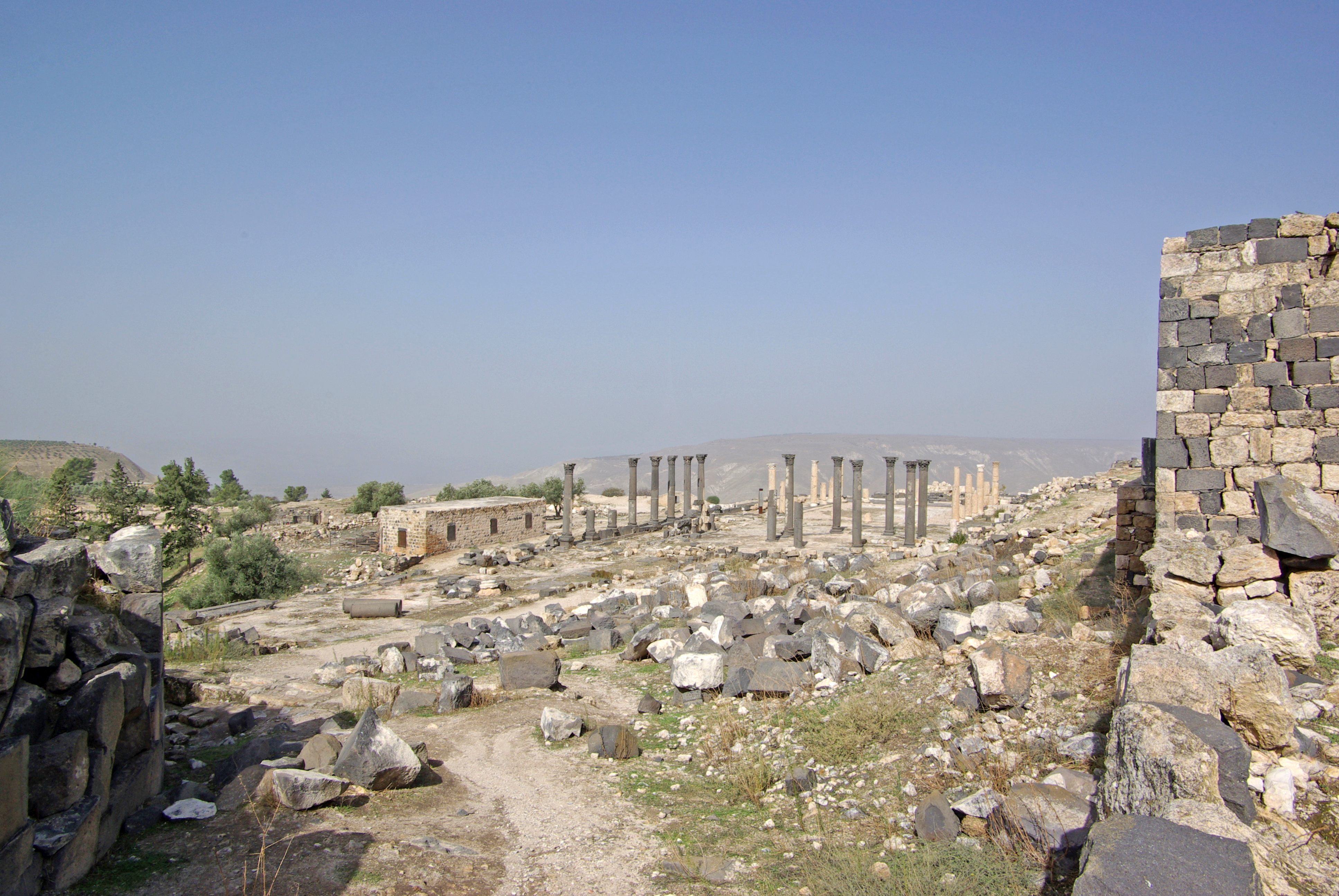
أطلال جدارا، أم قيس الحديثة في الأردن.

كان ميناء غزة المحطة الأخيرة للتوابل التي كانت تحملها القوافل التجارية من أوديمون (اليمن حاليًا)، عبر شبه الجزيرة العربية مرورًا بالبترا وتقف القافلة أخيرًا في غزة لشحنها إلى الأسواق الأوروبية. وقد حققت المملكة النبطية ثروة كبيرة من مرور هذا الطريق التجاري عبر أراضيها، كما كان لها تأثيرًا كبيرًا على سكان غزة. جاء ذلك بعد أن فَضَلَ أهل غزة المملكة البطلمية على اليهود الحشمونيين في معاركهم الأخيرة. لذلك احتل اليهود غزة وتم قتل سكانها بالسيف على يد الملك الحشموني ألكسندر جنايوس.:44–47
شكل الاستيلاء على غزة تهديدًا للتجارة النبطية وغير علاقتهم المحايدة السابقة مع الحشمونيين. أطلق الحشمونيون بقيادة جنايوس حمّلة استولت على عدة مناطق في شرق الأردن شمال المملكة النبطية، على طول الطريق إلى دمشق، بما في ذلك شمال موآب وجلعاد. وعلى الرغم من أن هذه المناطق لم تكن تحت السيطرة المباشرة للأنباط، إلا أن وجود اليهود شكل تهديدًا لمصالح الأنباط، حيث قطع اليهود الاتصالات وطرق التجارة إلى دمشق التي كانت تسيطر عليها الإمبراطورية السلوقية آنذاك. شن الملك النبطي عبادة الأول حربًا، بمساندة الملك السلوقي ديمتريوس الثالث، من أجل استعادة هذه المناطق. تمكن عبادة من هزيمة جنايوس خلال معركة جدارا حوالي عام 93 قبل الميلاد، عندما نصَبَ له ولقواته كمينًا في واد شديد الانحدار حيث "كان جانيوس محظوظًا بالهروب حيًا".

## المعركة
استغل الأنباط الانقسامات السياسية في المملكة الحشمونية لصالحهم. مما اضطر جانيوس إلى التنازل عن الأراضي التي احتلها لعبادة، لثنيه عن دعم خصومه داخل المملكة الحشمونية. بعد أن أصبحت هذه المناطق الآن تحت السيطرة النبطية المباشرة، شعر حينها السلوقيون الإغريق بالتهديد، وأطلقوا حملتين ضد العرب تحت حُكم الملك السلوقي أنطيوخوس الثاني عشر. خلال الحملة الثانية، سار أنطيوخوس على طول ساحل يهودا لمفاجأة الأنباط.
على الرغم من نجاحه في بداية المعركة إلا أن الملك السلوقي الشاب وقع في مبارزة وقتل على يد جندي نبطي عربي. عند وفاته فر الجيش السلوقي إلى قرية مجهولة تعرف باسم قانا وهلك معظمهم في الصحراء. بالنسبة لموقع قرية قانا فهو غير معروف، لكن العديد من العلماء يتوقعون وجودها في جنوب البحر الميت. بعد أن حققوا نصرًا حاسمًا، غزا الأنباط دمشق بعد فترة وجيزة.:30,31,38

## نتائج المعركة
بعد انتصارات عبادة الأول على اليهود الحشمونيين والسلوقيين، أصبح أول ملك نبطي يُعبد كإله عند الشعب النبطي. وتخليدًا لذكرى الملك عبادة بنى الأنباط معبدًا في منطقة عبدة في صحراء النقب. وقد تم العثور على نقوش بالداخل تشير إلى "عبادة الإله".